# Средњеколимск
Средњеколимск (рус. Среднеколымск) мање је урбано насеље и административни центар Средњеколимског рејона у крајњем североисточном делу Јакутије. Насеље је смештено на левој обали реке Колима.
Основано је 1643. године према другим изворима у 1644, као руска козачка тврђава. Насеље је било познато и као Јармонка. Године 1775. Средњеколимск је добио статус града, а 1882. постао је центар региона Колима. Насеље је касније служило и као место изгнанства, а овде су протерани и многи револуционари, писаци, па и лекари.
Главна грана економије је пољопривреда и то узгој говеда, коња, ирваса, те рибарство. У насељу се налази и нафтна база.
Насеље има 3.544 становника (2013).

## Становништво
| 1939. | 1959. | 1970. | 1979. | 1989. | 2002. | 2010. |
| ----- | ----- | ----- | ----- | ----- | ----- | ----- |
| 2.000 | 2.088 | 2.729 | 3.309 | 4.489 | 3.587 | 3.525 |